# Athripsodes corniculans
Athripsodes corniculans är en nattsländeart som beskrevs av Morse 1974. Athripsodes corniculans ingår i släktet Athripsodes och familjen långhornssländor. Inga underarter finns listade i Catalogue of Life.